# Owru Cul Sport Complex
Het Owru Cul Sport Complex is een sportcomplex in Paramaribo dat wordt beheerd door de Surinaamse Voetbal Bond (SVB). Het staat tegenover het bondsgebouw en de fanshop van de SVB aan de Letitia Vriesdelaan.
De naam betekent Oude 'Cul', waarbij 'Cul' verwijst naar de bijnaam van het voormalige sportcomplex aan de toenmalige Cultuurtuinlaan.
Het complex wordt gebruikt voor onder meer trainingen van voetballers van het nationale elftal en scheidsrechters, sportdagen en -evenementen voor bepaalde doelgroepen en openbare bijeenkomsten van de SVB.

## Geschiedenis
De SVB verkreeg het terrein in 2015 in eigendom. De aanleg van de velden startte in 2015 en daarna werd het Sportcafé met restaurant gebouwd. Een groot aandeel in de financiering kwam van de FIFA, die ook deelnam aan de oplevering van de fanshop in 2014. Op het terrein bevinden zich verder vier mini-voetbalvelden en een beheerderswoning. De officiële opening van het complex en de fanshop vond op 11 april 2017 plaats door FIFA-president Gianni Infantino en minister van Sport- en Jeugdzaken Joan Dogojo.